# Wolfgang Linger
Wolfgang Linger (Hall in Tirol, 4 november 1982) is een Oostenrijkse rodelaar. Hij vertegenwoordigde viermaal zijn vaderland op de Olympische Winterspelen. Linger is de jongere broer van rodelaar Andreas Linger, samen zijn ze actief als rodeldubbel.

## Carrière
De broers Linger debuteerde in het seizoen 2000/2001 in het wereldbekercircuit. Op de wereldkampioenschappen rodelen 2001 eindigden ze op de veertiende plaats. In november 2001 eindigden de broers voor de eerste maal in hun carrière op het podium. In Altenberg namen de Oostenrijkers deel aan de Europese kampioenschappen rodelen 2002, op dit toernooi eindigden ze als zesde in de dubbel. Tijdens de Olympische Winterspelen van 2002 in Salt Lake City eindigde hij samen met zijn broer Andreas op de achtste plaats. In december 2002 wonnen de broers Linger in Altenberg hun eerste wereldbekerwedstrijd. Op de wereldkampioenschappen rodelen 2003 in Sigulda veroverden de Oostenrijkers de wereldtitel in de dubbel, in de landenwedstrijd sleepten ze samen met Rainer Margreiter en Sonja Manzenreiter de bronzen medaille in de wacht. In Oberhof namen de broers Linger deel aan de Europese kampioenschappen rodelen 2004, op dit toernooi legden ze beslag op de bronzen medaille. Samen met Martin Abentung en Veronika Halder veroverden ze de bronzen medaille in de landenwedstrijd. Tijdens de wereldkampioenschappen rodelen 2004 in Nagano eindigde hij samen met zijn broer Andreas op de vijfde plaats. Op de Europese kampioenschappen rodelen 2006 in Winterberg eindigden de Oostenrijkers op de achtste plaats. Tijdens de Olympische Winterspelen van 2006 in Turijn veroverden de broers Linger olympisch goud in de dubbel. In Igls namen de Oostenrijkers deel aan de wereldkampioenschappen rodelen 2007, op dit toernooi eindigden ze op de vierde plaats. Op de Europese kampioenschappen rodelen 2008 in Cesana sleepten ze de zilveren medaille in de wacht, in de landenwedstrijd legden ze samen met Martin Abentung en Veronika Halder op de zilveren medaille. Tijdens de wereldkampioenschappen rodelen 2008 in Oberhof eindigde de broers Linger op de zevende plaats. In Lake Placid namen de Oostenrijkers deel aan de wereldkampioenschappen rodelen 2009, op dit toernooi eindigden ze als twintigste. Op de Europese kampioenschappen rodelen 2010 in Sigulda veroverde hij samen met zijn broer Andreas de Europese titel, samen met Veronika Halder en Wolfgang Kindl sleepte het duo de zilveren medaille in de wacht in de landenwedstrijd.

## Resultaten

### Olympische Spelen
| Jaar | Plaats         | Resultaten            |
| ---- | -------------- | --------------------- |
| 2002 | Salt Lake City | 8e Dubbel             |
| 2006 | Turijn         | Dubbel                |
| 2010 | Vancouver      | Dubbel                |
| 2014 | Vancouver      | Dubbel · 7e Estafette |

### Wereldkampioenschappen
| Jaar | Plaats      | Resultaten         |
| ---- | ----------- | ------------------ |
| 2001 | Calgary     | 14e Dubbel 9e Team |
| 2003 | Sigulda     | Dubbel · Team      |
| 2004 | Nagano      | 5e Dubbel          |
| 2007 | Igls        | 4e Dubbel          |
| 2008 | Oberhof     | 7e Dubbel          |
| 2009 | Lake Placid | 20e Dubbel         |

### Europese kampioenschappen
| Jaar | Plaats     | Resultaten        |
| ---- | ---------- | ----------------- |
| 2002 | Altenberg  | 6e Dubbel 4e Team |
| 2004 | Oberhof    | Dubbel · Team     |
| 2006 | Winterberg | 8e Dubbel         |
| 2008 | Cesana     | Dubbel · Team     |
| 2010 | Sigulda    | Dubbel · Team     |

### Wereldbeker
| Seizoen   | Plaats |
| --------- | ------ |
| 2000/2001 | 12e    |
| 2002/2003 | 4e     |
| 2003/2004 | 4e     |
| 2004/2005 | Brons  |
| 2005/2006 | 6e     |
| 2006/2007 | 5e     |
| 2007/2008 | Brons  |
| 2008/2009 | Brons  |